# Anton Baur (Politiker, 1899)
Anton Baur (* 16. August 1899 in München; † 26. August 1956 in Burgau) war ein deutscher Maler und Politiker (SPD). Er war Landtagsabgeordneter in Bayern von 1946 bis 1954.

## Leben
Baur machte eine Ausbildung zum Maler und besuchte anschließend die Nürnberger Kunstgewerbeschule. Seine Ausbildung wurde durch seinen Wehrdienst, den er von 1917 bis 1919 leisten musste, unterbrochen. Im Jahr 1921 beendete er die Kunstgewerbeschule, anschließend war er für ein Jahr als Kunstgewerbler bei einer Münchener Firma tätig. Von 1922 bis 1930 studierte er an der Akademie der bildenden Künste in München, davon wurde er vier Semester als Meisterschüler unterrichtet. Im Jahr 1924 machte er einige Studienreisen nach Italien und Spanien und ab 1931 war Baur als freischaffender Maler tätig. Er war Mitglied des Wirtschaftsverbandes bildende Künste und des Münchener Kunstvereins. Während des Zweiten Weltkrieges zog die Baur mit Frau und Kind nach Burgau, von wo seine Mutter stammte.

## Politik
Im Jahr 1945 war Baur einer der Gründer des SPD-Ortsvereins Burgau und des Kreisverbands der SPD Günzburg. Im Jahr 1946 wurde er zum Stadt- und Kreisrat gewählt und ab 1948 war er Zweiter Bürgermeister der Stadt Burgau. Bei der Landtagswahl 1946 wurde er im Wahlkreis Schwaben in den Landtag gewählt. Er war als ordentliches Mitglied im Ausschuss für die Geschäftsordnung und im Ausschuss für kulturpolitische Fragen tätig. Außerdem war er als ordentliches Mitglied im Ausschuss für sozialpolitische Fragen und im Eingabenausschuss. Bei der Landtagswahl 1950 wurde er in seinem Wahlkreis wiedergewählt. Er war ordentliches Mitglied im Ausschuss für Eingaben und Beschwerden und im Ausschuss für kulturpolitische Angelegenheiten.

## Privates
Baur war seit 1929 mit Margarethe „Gretl“ Hoyer (1899–1965) verheiratet; ungewöhnlich für eine Frau hatte sie die Kunstgewerbeschule Nürnberg besucht, wo sich das Paar kennen lernte. Gretl Baur übernahm nach dem Tod des Mannes seinen Auftrag für die Erneuerung der (1741 geschaffenen) Kreuzwegstationen zur Lorete-Kapelle in Burgau (Wieder-Eröffnung 1959).